# Vennerbrunnen (Bern)

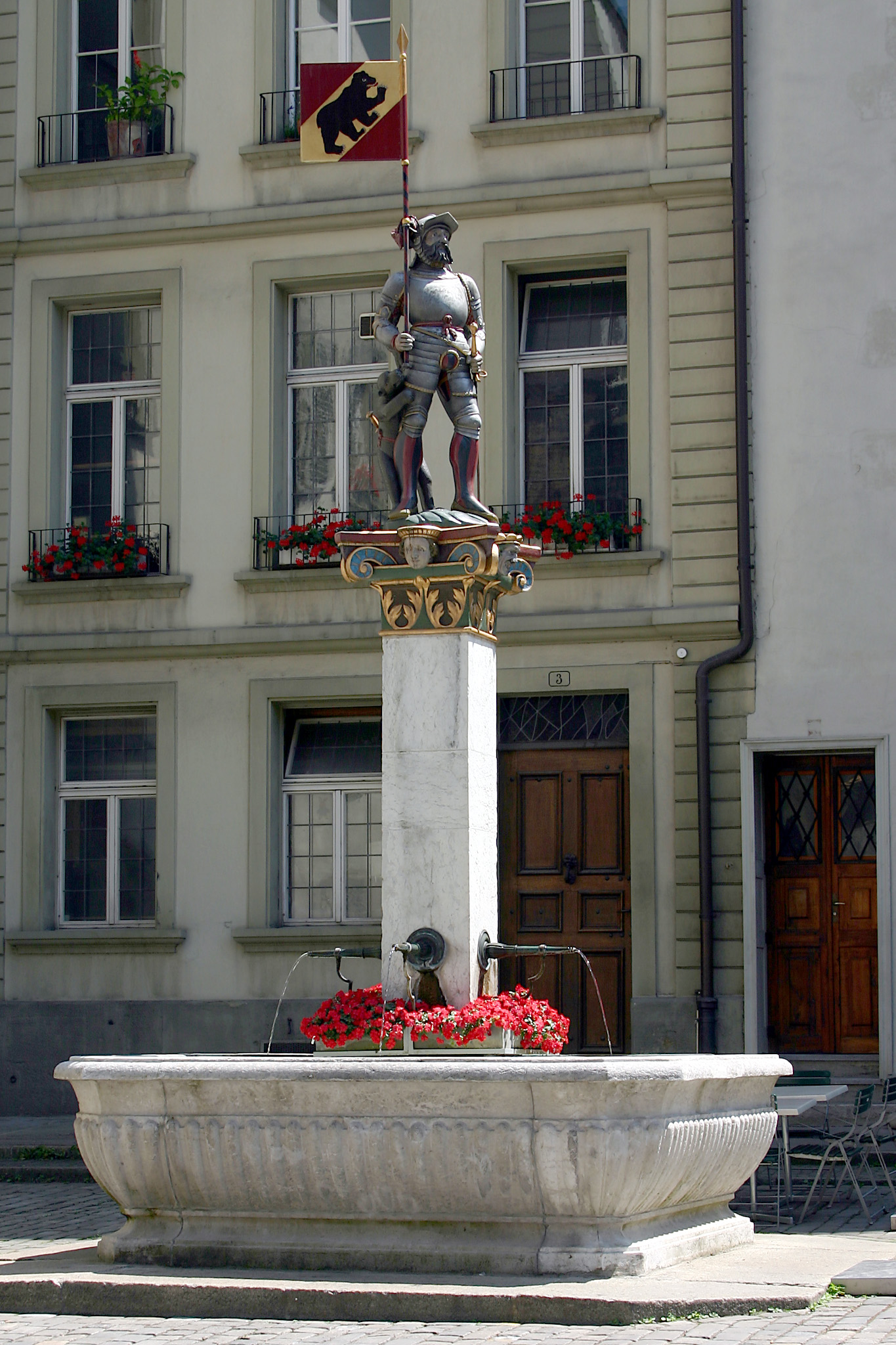
Vennerbrunnen

Der Vennerbrunnen oben am Nydeggstalden, Gouache von Franz Schmid (1844)

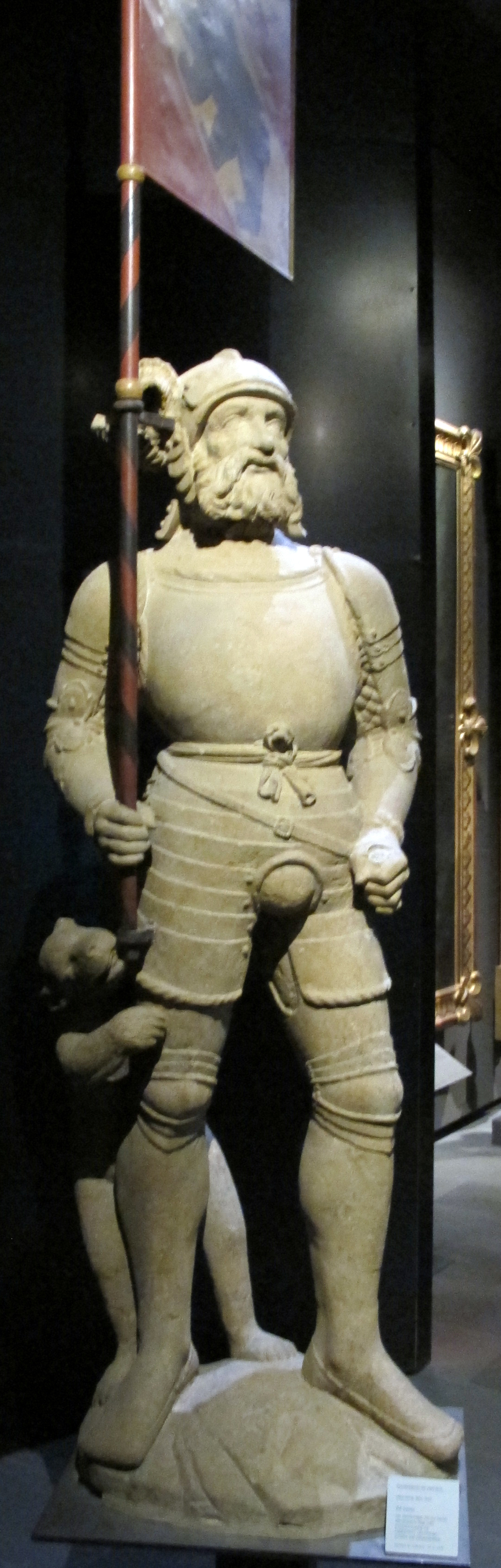
Originalfigur im Bernischen Historischen Museum (Bild 2014)

Vennerbrunnen (1906)

Der Vennerbrunnen steht auf dem Rathausplatz in Bern und gehört zu den Berner Altstadtbrunnen aus dem 16. Jahrhundert.

## Geschichte
Die Brunnenfigur stellt einen Venner, einen geharnischten Berner Bannerträger, dar. Sie wurde 1542 von Hans Gieng als steinerner Brunnen geschaffen, der eine hölzerne Anlage aus dem 14. Jahrhundert auf dem Schwendplatz oben am Nydeggstalden ersetzte.
Der Brunnen wurde 1844 beim Bau der Nydeggbrücke versetzt. Von 1880 bis 1913 standen die Figur und das Kapitell mit den vier Masken auf dem Amthausgassbrunnen in der Amthausgasse, bis sie 1913 an ihren heutigen Standort versetzt wurden.
Die Figur ist eine Kopie, das Original befindet sich im Bernischen Historischen Museum.
2016 wurde der Brunnen instand gesetzt.

## Trinkwasser
Das Trinkwassernetz von Energie Wasser Bern (ewb) versorgt den Brunnen mit Trinkwasser, dessen Qualität regelmässig überprüft wird.